# With Due Respect
With Due Respect ist ein Jazzalbum von Freddie Redd. Die im November 2014 und Februar 2015 in Paramus, New Jersey, entstandenen Aufnahmen erschienen 2016 auf SteepleChase Records.

## Hintergrund
Mitte der 2010er-Jahre erhielt der Pianist Freddie Reed, nach längerer Abwesenheit in Aufnahmestudios, auf Empfehlung des Saxophonisten Chris Byars die Gelegenheit, zwei Alben für Nils Winthers Label SteepleChase Records einzuspielen. Zunächst entstand im November 2014 Music for You, aufgenommen in Triobesetzung mit Jay Anderson am Bass und Billy Drummond am Schlagzeug. Zeitgleich erfolgten erste Aufnahmen für das zweite Album With Due Respect, das der zu dieser Zeit 86-jährige Pianist mit John Mosca, James Byars, Chris Byars, Stefano Doglioni und erneut mit Jay Anderson und Billy Drummond einspielte. Die zweite Session für dieses Album im Februar 2015 waren auch die letzten Aufnahmen des Pianisten, der im März 2021 im Alter von 92 Jahren starb.
Die Eröffnungsnummer „A Night In Nalen“, die auf den Akkorden von „Cherokee“ basiert, bezieht sich auf den Jazzclub in Stockholm. Byars’ Vater James Byars, Mitglied des New York City Ballet Orchestra, spielte Oboe in „Reminiscing“. „O.D“ stammt aus Freddie Redds Partitur für die Musik zum Theaterstück „The Connection“; der Titel erschien zunächst auf dem Soundtrackalbum The Music from The Connection (1960), das der Pianist mit Jackie McLean am Altsaxophon für Blue Note Records aufgenommen hatte.

## Titelliste
- Freddie Redd: With Due Respect (SteepleChase SCCD 31817)[1]
  1. A Night In Nalen, 6:54
  2. Reminiscing, 7:13
  3. Blue Hue, 7:23
  4. With Due Respect, 3:23
  5. I’m Gonna Be Happy, 7:19
  6. O.D., 7:16
  7. Olé, 6:26
  8. Lady J Blues, 8:13
  9. Melanie, 9:18

Alle Kompositionen stammen von Freddie Redd.

## Rezeption
Dave Gelly verlieh dem Album im Guardian vier Sterne und lobte, Redd sei Autodidakt und stolz darauf, mit einem natürlichen Talent für die Erfindung von exzentrischen, aber eingängigen Melodien und einem effektiven Klavierstil, der als unpoliert beschrieben werden könne. Hier habe er ein Sextett mit Musikern angeführt, die größtenteils halb so alt seien wie er, durch neun Stücke, die zwischen der Dringlichkeit des Bebop und einigen gemessenen, unsentimentalen langsamen Balladen wechselten. Der Posaunist John Mosca, der Bassklarinettist Stefano Doglioni und insbesondere die Arrangements des Altsaxophonisten Chris Byars fangen ihren Geist perfekt ein.
Nach Ansicht von Chris Mosley, der das Album in All About Jazz rezensierte, sei der Pianist nach den Worten von Chris Byars ein Geschichtenerzähler, nicht nur in seinen Soli, sondern auch als Komponist. Der Autor vergab an das Album vier Sterne.